# Cole Henley
Cole Henley – osada w Anglii, w hrabstwie Hampshire, w dystrykcie Basingstoke and Deane. Leży 22 km na północ od miasta Winchester i 88 km na zachód od Londynu.